# Unité urbaine d'Aurillac
L'unité urbaine d'Aurillac est une unité urbaine française centrée sur la ville d'Aurillac, préfecture et première ville du département du Cantal, située dans la région Auvergne-Rhône-Alpes où elle occupe le 29e rang régional.

## Données globales
En 2010, selon l'INSEE, l'unité urbaine d'Aurillac qui est située dans le département du Cantal, était composée de deux communes, situées dans l'arrondissement d'Aurillac.
En 2020, à la suite d'un nouveau zonage, elle est composée de 3 communes, la commune de Vézac s'ajoutant aux deux précédentes.
En 2022, avec 33 866 habitants, elle représente la 1re unité urbaine du département du Cantal et occupe le 28e rang dans la région Auvergne-Rhône-Alpes (7e rang dans l'ancienne région Auvergne), se classant après l'unité urbaine de Moulins (27e rang) et devant l'unité urbaine de Riom (29e rang). Au niveau national, elle occupe le 180e rang.
En 2022, sa densité de population s'élève à 370 hab/km2, ce qui en fait l'unité urbaine la plus densément peuplée du département. Par sa superficie, elle ne représente que 1,6 % du territoire départemental mais, par sa population, elle regroupe 23,45 % de la population du département du Cantal, soit près d'un habitant sur quatre.

## Délimitation de l'unité urbaine en 2020
L'unité urbaine d'Aurillac est composée des trois communes suivantes :
| Nom                     | Code Insee | Département | Statut       | Superficie (km2) | Population (dernière pop. légale) | Densité (hab./km2) | Modifier                                    |
| ----------------------- | ---------- | ----------- | ------------ | ---------------- | --------------------------------- | ------------------ | ------------------------------------------- |
| Aurillac (ville-centre) | 15014      | Cantal      | ville-centre | 28,76            | 26 189 (2022)                     | 911                | modifier les données · modifier les données |
| Arpajon-sur-Cère        | 15012      | Cantal      | banlieue     | 47,67            | 6 363 (2022)                      | 133                | modifier les données · modifier les données |
| Vézac                   | 15255      | Cantal      | banlieue     | 15,02            | 1 314 (2022)                      | 87                 | modifier les données · modifier les données |

## Évolution démographique (zonage de 2020)
L'évolution démographique ci-dessous concerne l'unité urbaine selon le périmètre défini en 2020.
| 1968   | 1975   | 1982   | 1990   | 1999   | 2006   | 2011   | 2016   | 2022   |
| ------ | ------ | ------ | ------ | ------ | ------ | ------ | ------ | ------ |
| 32 140 | 35 866 | 36 690 | 37 024 | 37 048 | 36 484 | 34 654 | 33 408 | 33 866 |

#### Données générales
- Unité urbaine en France
- Aire d'attraction d'une ville
- Liste des unités urbaines de France

#### Données démographiques en rapport avec Aurillac
- Aire d'attraction d'Aurillac
- Arrondissement d'Aurillac
- Aurillac

#### Données démographiques en rapport avec le Cantal
- Unités urbaines dans le Cantal
- Démographie du Cantal